# Lygropia rotundalis
Lygropia rotundalis is een vlinder uit de familie van de grasmotten (Crambidae). De wetenschappelijke naam van deze soort is voor het eerst gepubliceerd in 1875 door Cajetan Freiherr von Felder, Rudolf Felder en Alois Friedrich Rogenhofer.
Deze soort komt voor in de Dominicaanse Republiek.